# Gronocarus autumnalis
Gronocarus autumnalis is een keversoort uit de familie bladsprietkevers (Scarabaeidae). De wetenschappelijke naam van de soort is voor het eerst geldig gepubliceerd in 1927 door Schaeffer.